# Santuario dell'Immacolata Concezione (Terricciola)
Il santuario dell'Immacolata Concezione si trova in località Castelvecchio nel comune di Terricciola.

## Storia e descrizione
L'aspetto attuale del santuario è il frutto di un rifacimento settecentesco che ha modificato il preesistente edificio ampliandolo notevolmente. L'esterno è caratterizzato da un elegante porticato, in parte manomesso da incauti restauri; sull'architrave del portale campeggia l'antico stemma di Terricciola.
L'interno, ad unica navata con copertura a botte, colpisce per la ricercatezza delle decorazioni musive, eseguite dopo che l'edificio era stato restaurato nel 1850, in seguito ai danni del sisma del 1846. Gli affreschi della cupola, realizzati nel 1875, raffigurano l'Immacolata Concezione, mentre lungo le pareti, intervallate dalle colonne in finto marmo, si ripete lo stemma di Pisa. Da notare il ricco altare in marmi policromi.